# Les Angles (Pyrénées-Orientales)
Les Angles  (katalanisch els Angles) ist eine französische Gemeinde mit 584 Einwohnern (Stand 1. Januar 2022) im Département Pyrénées-Orientales in der Region Okzitanien. Sie gehört zum Arrondissement Prades und zum Kanton Les Pyrénées catalanes.

## Geografie
Im Westen des Gemeindegebietes von Les Angles befindet sich die Quelle der Aude, im Norden verläuft ihr Zufluss Lladura. Nachbargemeinden von Les Angles  sind Formiguères im Norden, Matemale im Osten, La Llagonne im Süden, Bolquère im Südwesten und Angoustrine-Villeneuve-des-Escaldes im Westen.

## Bevölkerungsentwicklung
| Jahr      | 1962 | 1968 | 1975 | 1982 | 1990 | 1999 | 2018 |
| Einwohner | 255  | 277  | 351  | 475  | 528  | 590  | 558  |

## Sehenswürdigkeiten
- Kirche Saint-Michel
- Ruinen der Kirche Sainte-Marie in Vallsera
- Burgruine